# 2-й Боснийско-герцеговинский пехотный полк
2-й Боснийско-герцеговинский пехотный полк (босн. Drugi bosanskohercegovački pješadijski regiment, нем. Bosnisch-hercegovinisches Infanterie Regiment Nr. 2) — пехотный полк Боснийско-герцеговинской пехоты Вооружённых сил Австро-Венгрии.

## История
Образован в 1894 году в Баня-Луке. Состоял из четырёх батальонов: 1-й, 2-й и 4-й входили в состав гарнизона Граца, 3-й батальон базировался в Баня-Луке (там и велась вербовка солдат). Участвовал в Первой мировой войне: во 2-м батальон 42 солдата были награждены золотыми медалями — высшей воинской наградой для рядового солдата — и сделали своё подразделение самым богатым по числу наград.
Полк участвовал в битвах при Изонцо, участвовал в битве при Монте-Мелетти 7 июня 1916 с итальянской армией: эта битва окончилась победой австро-венгерских войск. В бою погибли 208 военнослужащих 2-го Боснийско-герцеговинского пехотного полка (из них 202 боснийца), а итальянцы потеряли убитыми 2033 солдат и офицеров. Среди солдат полка были солдаты, вообще ничем не вооружённые.

## Память
- В начале июня ежегодно на военном кладбище в австрийской коммуне Лебринг-Санкт-Маргаретен (около Граца) проводятся памятные мероприятия в честь битвы при Монте-Мелетти. На кладбище были захоронены боснийцы, павшие в том сражении. Мероприятия проводятся регулярно с 1917 года, когда прошёл год с момента битвы[1]. Их запретили только после аншлюса.
- В ряде городов установлены мемориальные таблички, посвящённые 2-му Боснийскому пехотному полку. Одна табличка установлена в Граце на улице, соединяющей церковь Милосердной Марии и больницу Милосердного брата, которая ещё и носит имя 2-го Боснийско-герцеговинского пехотного полка.
- Власти городов Босанска-Дубица и Грац пожаловали полку серебряную сигнальную трубу, которая является символом восхищения, благодарности и признательности.

## Структура
Подчинение: 1894 — 3-й корпус — 6-я пехотная дивизия — 11-я пехотная бригада
Национальный состав: 93 % боснийцы, 7 % остальные
Место вербовки: Баня-Лука
Гарнизон
Штаб, 1-й и 2-й батальоны: Грац, Гренадиргассе, 8 (казарма Нойе-Доминиканер)
3-й батальон: Баня-Лука
Командир: полковник Эрнст Киндль
Штаб-офицеры:
оберст-лейтенант Йоханн Шпиндлер, эдлер фон Нарентафельс
оберст-лейтенант Антон Лесич
майор Густав Хорны
майор Август Колар
майор Богуслав, риттер фон Михалич
майор Константин Кузьма
майор Карл Шнайдер